# Turkménistan aux Jeux olympiques d'été de 2008
Le Turkménistan a participé aux Jeux olympiques d'été de 2008 à Pékin.

## Athlètes engagés

### Athlétisme
- Valentina Nazarova
- Amanmurad Hommadov

#### Hommes
| Épreuve           | Athlète            | Séries   | Séries | Quarts de finale | Quarts de finale | Demi-finales | Demi-finales | Finale   | Finale |
| Épreuve           | Athlète            | Résultat | Rang   | Résultat         | Rang             | Résultat     | Rang         | Résultat | Rang   |
| ----------------- | ------------------ | -------- | ------ | ---------------- | ---------------- | ------------ | ------------ | -------- | ------ |
| Lancer du marteau | Amanmurad Hommadov | NM       | /      | -                | -                | -            | -            | -        | -      |

#### Femmes
| Épreuve    | Athlète            | Séries   | Séries | Quarts de finale | Quarts de finale | Demi-finales | Demi-finales | Finale   | Finale |
| Épreuve    | Athlète            | Résultat | Rang   | Résultat         | Rang             | Résultat     | Rang         | Résultat | Rang   |
| ---------- | ------------------ | -------- | ------ | ---------------- | ---------------- | ------------ | ------------ | -------- | ------ |
| 100 mètres | Valentina Nazarova | 11.94    | 6e     | -                | -                | -            | -            | -        | -      |

### Boxe
Le Turkménistan a qualifié un boxeur pour le tournoi olympique de boxe. Aliasker Bashirov a obtenu la dernière place asiatique en se qualifiant deuxième du tournoi qualificatif asiatique.
| Athlète           | Tournoi               | Seizième de finale   | Huitième de finale  | Quart de finale     | Demi-finale         | Finale              |
| Athlète           | Tournoi               | Adversaire Résultat  | Adversaire Résultat | Adversaire Résultat | Adversaire Résultat | Adversaire Résultat |
| ----------------- | --------------------- | -------------------- | ------------------- | ------------------- | ------------------- | ------------------- |
| Aliasker Bashirov | Poids welters (-69Kg) | Chiguer Défaite 6-17 | -                   | -                   | -                   | -                   |

### Judo
Hommes
| Guvanch Nurmuhamedov |  |  |  |  |  |
|                      |  |  |  |  |  |

Femmes
| Nasiba Surkieva |  |  |  |  |  |
|                 |  |  |  |  |  |

#### Tir
Femmes
| Athlète            | Tournoi            | Qualification | Qualification | Finale | Finale | Rang |
| Athlète            | Tournoi            | Score         | Rang          | Score  | Rang   | Rang |
| ------------------ | ------------------ | ------------- | ------------- | ------ | ------ | ---- |
| Yekaterina Arabova | 10 metre air rifle |               |               |        |        |      |

#### Haltérophilie
Hommes
| Umurbek Bazarbayev      |  |  |  |  |  |
|                         |  |  |  |  |  |
| Tolkunbek Hudaybergenov |  |  |  |  |  |
|                         |  |  |  |  |  |

### Natation
- Andrey Molchanov
- Olga Hachatryan